# 关悦
关悦（1979年3月6日—），吉林人，毕业于北京电影学院，中国大陆演员、主持人、歌手。

## 生平
1979年，关悦出生在吉林省长春市。2004年，关悦从北京电影学院毕业。2010年，关悦进入长江商学院攻读工商管理硕士。2012年9月，关悦回到北京电影学院攻读MFA艺术硕士。

## 家庭
2007年8月20日，关悦和男演员佟大为領取结婚證，2008年4月17日，两人在北京市举办婚宴。两人育有两女一子。

## 作品

### 电影
| 年份 | 片名                   | 角色 | 备注 |
| ---- | ---------------------- | ---- | ---- |
| 2009 | 《火星宝贝之火星没事》 | 陈雨 |      |
| 2012 | 《三个未婚妈妈》       |      |      |

### 电视剧
| 年份   | 剧名                 | 角色   | 备注         |
| ------ | -------------------- | ------ | ------------ |
| 2008   | 《龙游天下》         | 周芸儿 |              |
| 2008   | 《神探狄仁杰3》      | 薇儿   |              |
| 2009   | 《少年讼师纪晓岚》   | 阿秋   |              |
| 2012   | 《囧人的幸福生活》   | 梁美丽 |              |
| 2013   | 《我儿是朵奇葩》     | 林畅   |              |
| 2015   | 《石敢当之雄峙天东》 |        |              |
| 2022   | 《拆案2》            | 梅姐   | 客串，网络剧 |
| 未播出 | 《爱无痕》           | 佟月娇 | 2013年拍攝   |

### 音乐专辑
- 《爱情札志》，2004年5月5日，中国音乐家音像出版社。

歌曲—好过一点 （词曲作者-詹辉振）